# Regió de Mandoul
La regió de Mandoul és una de les 23 regions del Txad. Localitzada al sud del país, es correspon amb part de l'antiga prefectura del Chari Mitjà. La capital regional és Koumra.
Les principals activitats econòmiques de la regió són l'agricultura de subsistència i el cultiu del cotó.

## Subdivisions
Mandoul es troba dividida en 3 departaments
| Departament        | Capital  | Sotsprefectures                                            |
| ------------------ | -------- | ---------------------------------------------------------- |
| Mandoul Occidental | Bédjondo | Bédjondo, Bébopen, Békamba, Peni                           |
| Mandoul Oriental   | Koumra   | Koumra, Bessada, Bédaya, Goundi, Ngangara, Mouroum Goulaye |
| Bahr Sara          | Moïssala | Moïssala, Beboro, Bekourou Bouna, Dembo,                   |